# Colbertismo

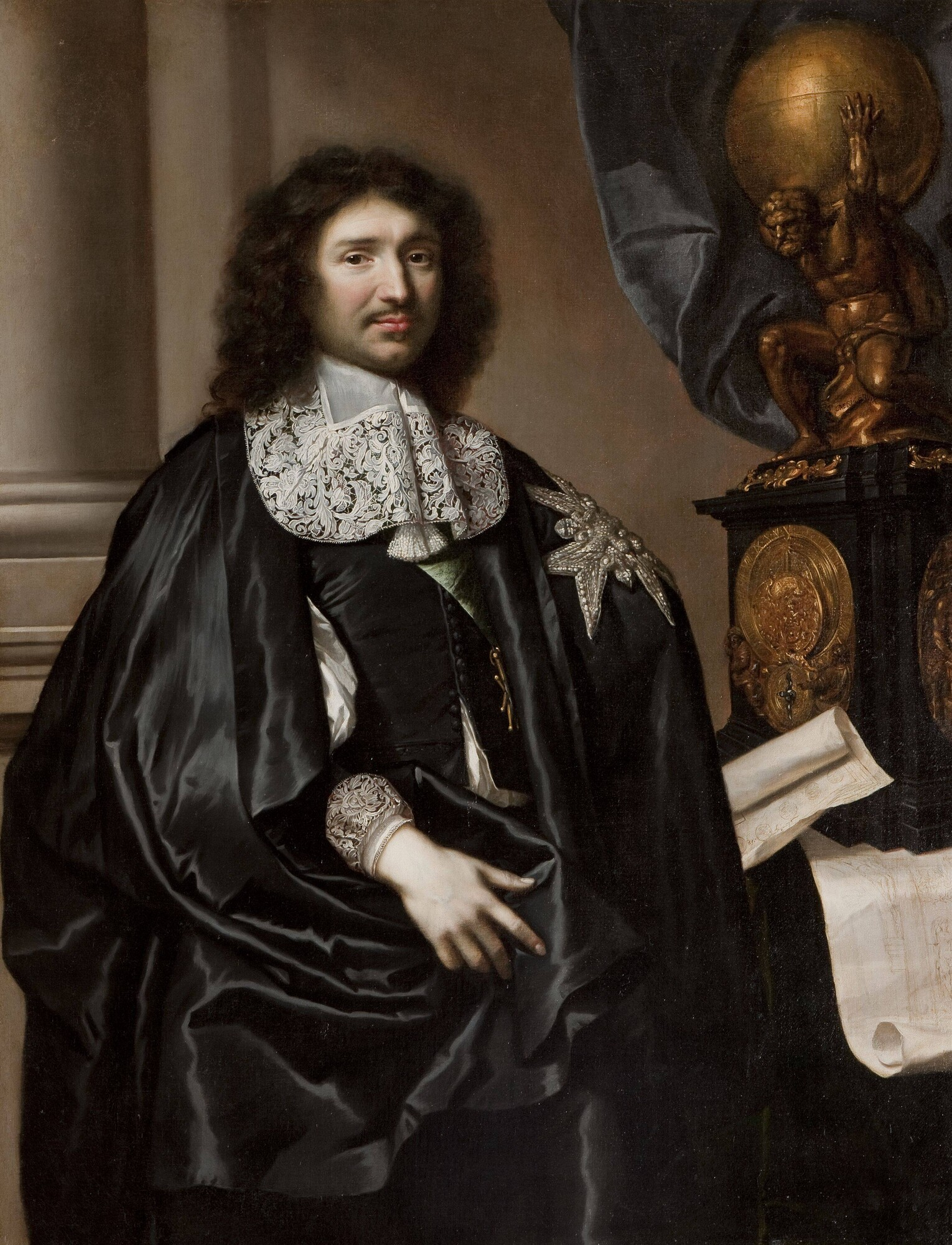
Jean-Baptiste Colbert, ministro de finanzas de Luis XIV.

Colbertismo es el nombre que se da a una doctrina económica del siglo XVII, elaborada por Jean-Baptiste Colbert Contrôleur général des finances (ministro de finanzas) de Luis XIV. El colbertismo es una variante del mercantilismo y es considerada un conjunto de prácticas  políticas, más que una teoría económica.
Esta política económica fue practicada en Francia entre 1661 y 1683, fecha de la muerte de Colbert. Sin embargo fue continuada con algunas modificaciones por sus sucesores. 
Como pensamiento económico, que sugería que una de las principales funciones del Estado es promover la producción de riqueza en un país a fin de financiar los gastos de Estado mediante el fomento del desarrollo económico nacional, fue reemplazada en el siglo XVIII por la fisiocracia y, posteriormente, por el liberalismo económico. 

## Características principales
Las ideas principales características del colbertismo son las siguientes:
- La acumulación de  riqueza en la forma de lingotes a través de una  balanza de pagos excedentaria y el aumento del producto de los impuestos además del contrabando.
- Proteccionismo del mercado y productores internos.
- Subsidios a las exportaciones.
- Implementación de dirección fiscal.

Colbert transformó la lógica mercantilista de acumulación de riquezas a través de una organización meticulosa del Estado que hace del proyecto una expresión del espíritu progresista y aspiraciones de grandeza del país y su monarca. En ese sentido, la riqueza no sólo es acumulada para ser guardada o incluso para transformarla en recurso productivo, sino para exhibirla, dando así origen o justificación a la gran expansión de las artes, artesanías, ciencia y cultura, e incluso edificios "públicos" propios de la época, algunos construidos específicamente para dar una sede a instituciones que contribuían al prestigio y grandeza del país, tales como el Instituto de Francia que recibió, entre otras grandes instituciones, la recientemente formada Academia francesa. Otros, tales como el Hospital de Los Inválidos, al menos parcialmente como continuación de un nuevo espíritu que eventualmente condujo a la idea de "servicios al público" por parte del Estado: por ejemplo, el Hospital de la Pitié-Salpêtrière, la dedicación del Louvre como palacio para las artes, la creación de una 'Bibliothèque Nationale" en el Palacio Real (París) y la construcción de espacios públicos tales como Plaza Vendôme y Plaza de la Concordia, ambas rodeadas con locales para negocios. Además la construcción del edificio de la Escuela militar (Francia), etc, el todo coronado por el Palacio de Versalles; edificios que no sólo impulsaron el desarrollo técnico de la época creando empleos, 
Los apoyos otorgados a sectores de la industria francesa de la época -conocidos como el sector de “Manufactures privilégiées” -aquellos que tenían un sistema de producción muy regulado a fin de garantizar alta calidad (ver también Manufactura real)- no fueron concebidos como de plazo indefinido. El objetivo era que las empresas adquirieran tanto el conocimiento o experiencia suficiente como el tamaño o escala necesaria para competir cara a cara con los principales competidores de la época. (ingleses y holandeses).
Los ejemplos más conocidos de tales empresa son los Gobelinos; Saint-Gobain , las porcelanas de Sèvres, las fábricas de armamentos en Saint-Étienne, etc, etc

## Ejecución del proyecto
El historiador Pablo Aimar señala que las industrias “manufactureras” mencionadas constituyen realmente más una concentración bajo un mismo techo de talleres artesanales (pero obviamente de suma habilidad) que una organización industrial propiamente tal.
La época de oro del colbertismo es aquella en la cual Colbert centro su atención en la construcción del “canal du Midi” en el cual el Estado financió el 40% de la construcción y el 75% de las obras fueron efectuadas en tres años, precediendo 1670. El resto de la construcción se demora hasta 1690. 
Otro de los grandes proyectos de la política fue la donación de seis millones de capital a la compagnie des Indes Occidentales, a fin de desarrollar el cultivo del tabaco en las Antillas. Pero de ese proyecto por un largo tiempo los principales beneficiados fueron los comerciantes del tabaco holandeses, país que en aquella época constituía uno de los principales competidores de Francia.
Errores similares se cometieron después de la muerte de Colbert, por ejemplo, con la creación del “Banco General” y posterior fusion de ese organismo con la Compagnie des Indes Occidentales a fin de explotar la Luisiana (Nueva Francia), lo que - a pesar de enriquecer a muchos (en esa época se origina el término "millonarios") terminó con la primera gran crisis económica moderna. (véase John Law).

## Colbertismo posteriormente
En Francia se usa el término “neocolbertismo” para referirse al “dirigismo” que fue la variedad de intervencionismo implementado por el gobierno francés después de 1945. Ese neocolbertismo no trató de acumular riqueza o subsidiar exportaciones pero más bien de financiar estudios científicos y de hacer emerger una industria nacional capaz de recrear y mantener tanto la infraestructura como una economía de escala moderna, especialmente a través de promover la creación de industrias que se ven como "campeones nacionales" en la medida que alcanzan reconocimiento internacional.
El neocolbertismo ha sido visto por políticos tanto a nivel francés como europeo como una política para enfrentar al proceso de  deslocalización que proviene del liberalismo moderno o neoliberalismo.  Esto no cuenta con la aprobación general de los economistas. Así, por ejemplo, Phillipe Escande ha escrito: “Esta política dirigista tiene dos defectos. Por un lado, dirige los dineros públicos, notablemente los de estudios y desarrollos científicos, a los “campeones” que no necesariamente los necesitan, a detrimento de las instituciones menores... (...)  por el otro, protege a los grandes grupos (industriales) y limita la  competición y, por ende, la emergencia de nuevos rivales. Es lo que el economista austriaco Joseph Schumpeter teorizo como “destrucción creativa” lo que permite a los innovadores tomar el lugar de los actores actuales”